# Galaxy 3
O Galaxy 3 (G-3) foi um satélite de comunicação geoestacionário construído pela Hughes, ele era de propriedade da PanAmSat, empresa que foi adquirida em 2005 pela Intelsat. O satélite foi baseado na plataforma HS-376.

## História
Os satélites Galaxy 376 foram construídos nas décadas de 1980 e 1990 pela Hughes Space and Communications Company, incorporando novas tecnologias à medida que se tornaram disponíveis. Originalmente operados pela Hughes Communications, Inc., a frota Galaxy foi transferido para PanAmSat em maio de 1997 quando a PanAmSat e Hughes Communications Galaxy se mesclaram. A nova empresa era a maior operadora de propriedade privada de satélite do mundo.
A PanAmSat que operava o satélite foi comprada pela Intelsat, em agosto de 2005, por um total de 4,3 bilhões de US $ em um acordo que foi concluído em julho de 2006.

## Lançamento
O satélite foi lançado com sucesso ao espaço no dia 21 de setembro de 1984, por meio de um veículo Delta-3920/PAM-D a partir da Estação da Força Aérea de Cabo Canaveral, na Flórida, EUA. Ele tinha uma massa de lançamento de 1.200 kg.